# Apocalisse (Magic)
(epitaffio della Tomba dei martiri)
Apocalisse (Apocalypse in inglese) è un'espansione del gioco di carte collezionabili Magic: l'Adunanza, edito da Wizards of the Coast. In vendita in tutto il mondo dal 4 giugno 2001, è il terzo e ultimo set del blocco di Invasione, che comprende anche Invasione e Congiunzione.

## Ambientazione
(Lord Windgrace)
La guerra interplanare fra Phyrexia e Dominaria volge al termine. Una task force di nove viandanti dimensionali si infiltra nel piano delle macchine per distruggerlo dall'interno, ma gli inganni dell'oscuro signore corrompono anche i membri di questa spedizione. La ciurma della nave volante Cavalcavento cerca disperatamente un antico tomo Thran, per capire come poter utilizzare l'arma dell'eredità, mentre Gerrard si trova a fronteggiare l'ex alleato Crovax, ora evincaro dominante di Rath. Intanto le truppe sopravvissute della coalizione, guidate da Grizzlegrom, Eladamri, e Lin Sivvi, combattono contro orde di mostruosità meccaniche cercando di raggiungere la Fortezza ad Urborg. Ma infine lo stesso Yawgmoth giunge a Dominaria attraverso un portale. Quando ogni speranza di vittoria sembra ormai perduta, Urza rinsavisce e annienta Phyrexia e il suo dio sacrificando se stesso.
(Gerrard Capashen)

## Caratteristiche
Apocalisse è composta da 143 carte, stampate a bordo nero, così ripartite:
- per colore: 18 bianche, 18 blu, 18 nere, 18 rosse, 18 verdi, 42 multicolori, 6 incolori, 5 terre.
- per rarità: 55 comuni, 44 non comuni e 44 rare.

Il simbolo dell'espansione è la maschera di Yawgmoth, e si presenta nei consueti tre colori a seconda della rarità: nero per le comuni, argento per le non comuni, e oro per le rare.
Apocalisse è disponibile in bustine da 15 carte casuali e in 4 mazzi tematici precostituiti da 60 carte ciascuno:
- Swoop (verde/blu)
- Burial (bianco/verde/nero)
- Whirlpool (blu/rosso)
- Pandemonium (bianco/blu/nero/rosso/verde)

### Prerelease
Apocalisse fu presentata in tutto il mondo durante i tornei di prerelease il 26 maggio 2001, in quell'occasione venne distribuita una speciale carta olografica promozionale: il Fungherrante, che presentava il nome e il testo della carta in sanscrito. È stata la terza e ultima carta promozionale delle prerelease a essere stampata in una lingua morta.

### Ristampe
Nessuna carta del set è stata ristampata da espansioni precedenti.

## Novità
In questo set, contrariamente a quanto avviene di solito, non sono presentate nuove abilità delle carte, vengono invece ulteriormente sviluppate le meccaniche dei due set precedenti, ovvero le magie multicolori e l'abilità Potenziamento, vengono inoltre stempate cinque nuove carte split.